# カレンダー

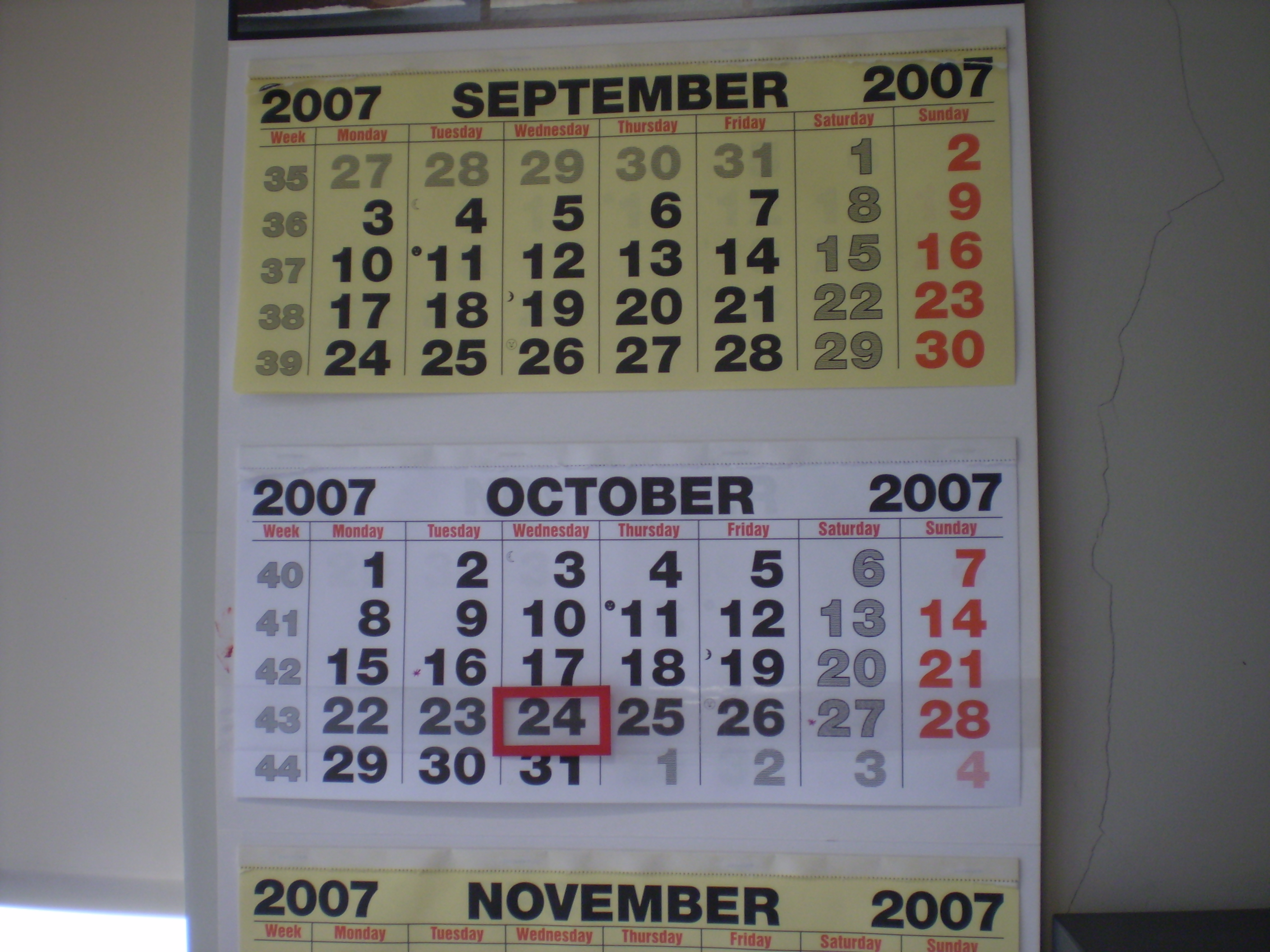
可動日付マーカー付きの2007年壁掛けカレンダー

カレンダーとは、日付・曜日などを表形式などで表示し、容易に確認できるものを指す。七曜表（しちようひょう）とも言う。腕時計に内蔵される事もある。なお、英語の「calendar」は、毎月の最初の日を意味するラテン語の「kalendae」に由来し、日本語のカレンダーはこの英語からの借用語である。ただし英語のcalendarは「暦」や「暦法」と上記の「カレンダー」とは区別されない。

## 概要
カレンダーの起源は古代バビロニアとされる。カレンダーには日付のほか曜日や祝祭日などが表示される。日本で売られているものは、普通、国民の祝日が、またしばしば六曜が記されている。
市販あるいは販促品のカレンダーには日めくりや月めくり、週めくりといった紙製の冊子のものが多いが、1年分を1枚にしたポスター形式のポスターカレンダーもある。また、紙ではなくブロックを用いるブロックカレンダーもある。このほか自動的に日付が表示される電子式の電子カレンダーもある。また、日めくりの中には、1日毎とは限らず土曜日と日曜日の分が1枚になっていたり、3日毎にめくるカレンダーもある。
日本ではカレンダーは企業や商品の宣伝などのために販促品あるいは粗品として贈られることが多い。また野球やサッカーなどのスポーツ選手やアイドル、漫画・アニメのキャラクターが挿入されている市販カレンダーも人気がある。
基本的には、毎年後半に翌年のものが発売されるが、例外もある。例えば日本の学校年度に合わせて毎年前半に「同年4月〜翌年3月」のものが発売されるスクールカレンダーがある。ジャニーズ事務所のタレントカレンダーも、タレント毎に出版社が異なるものの、事務所側の意向で、同社所属タレントの活動が活発となる1970年代の時点からどの出版社のものであってもスクールカレンダーと同じ「同年4月〜翌年3月」の形態を採っている。
なお、日本のスーパーマーケットなどでは、袋に入った小さな商品（例：チャーハンの素など）を、台紙に貼り付けて縦に吊り下げている販売方法を、その形の類似からカレンダーと呼ぶことがある。

## 内容

### カレンダーと暦法
日本のカレンダーはグレゴリオ暦を採用しているが、世界には他の暦法を使用している国もあり、それらの暦法においては当然カレンダーの形式もかわってくる。有名なものとしてはヒジュラ暦を用いたものがあり、イスラーム圏のカレンダーの多くは右の列から曜日が振られている。国によっては複数の暦法による日付を併記したものもある。
なお、日本でも旧暦での日付を基準として構成されている旧暦カレンダーや13の月の暦によるカレンダーなど、グレゴリオ暦以外のカレンダーも市販されている。

### 表示項目
カレンダーに記載される要素には次のようなものがある。ただし、暦以外の項目はカレンダーとしての必須要件ではない。
年月
掲載されている日付がどの年のいずれの月かを示す。日本では年の表示には西暦の他に元号による表記も用いられることがある。中には「昭和88年」「大正102年」など、過去の元号をそのまま通算した年数が併記されているものも存在する。
2019年のカレンダーに関しては、当時天皇だった明仁の退位による元号変更が決定し、新元号の決定前だったため元号を記載することができず、元号+西暦の場合は西暦のみ記載したり、元号のみの場合は西暦に書き換えたり、4月まで「平成31年」の表記にして5月以降を空白にするなど、その対応は様々であった。
日付
一般には月単位で日付が順に配列されるが、日めくりの場合には一日単位で一枚の紙に当該日の日付が大きい数字で示される。月単位のカレンダーの中には前後の月の日付も表示するものもあり、枠内に当該月の日付よりも数字を小さくしたり薄い色にしたりして前後の日付を表示するものや、枠外に前後の月のカレンダーを小さく表示するものなどがある。
曜日
月単位のカレンダーで表形式をとる場合には、一般には縦軸が曜日を示しており日付ごとに曜日を併記することはしない。ただし、表形式をとらず縦または横に1列に日付を並べるカレンダーや、日めくりのように1日単位のカレンダーでは曜日が併記されることが多い。また、文字色については、一般に日曜日と祝日は赤色そして土曜日には青色で印刷されたものが多くみられるが、土曜日を緑色あるいは灰色で印刷したカレンダーも存在する(土曜日も月曜日～金曜日と同様に黒色で印刷されることもある)。
祝祭日（国民の祝日）
祝祭日については一般には「元日」のように併記される。日本では国民の祝日の日付の数字は赤色としているカレンダーが多い。日めくりでは日付に赤い丸や国旗の絵が加刷されることが多い。
暦注（日の吉凶）
記載例が最も多いのは、暦注の中で現代日本で最もポピュラーな六曜であり、漢字2字で略さずに併記されることが最も多いが、大安だけ文字を赤くしたり、丸などの記号で大安のみを表して他の六曜は記載しないカレンダーもある。
情報量がある程度以上多いカレンダーでは、六曜以外に九星（日家九星）や、選日のうち一粒万倍日、不成就日、三隣亡、天赦日などといった比較的メジャーなものや、それと共に日の干支も記載されている場合がある。
一方、選日のうち現代ではマイナーな八専、十方暮、天一天上、大土、小土等や、十二直、二十八宿、暦注下段といった現代ではマイナーもの、さらには方位の吉凶情報等は、ごく一部のカレンダーにしか記載されていない。
二十四節気・雑節・年中行事・記念日等

旧暦の日付
毎日併記されることもあれば、新暦の1日と旧暦の1日だけ併記されるものもある。
暦以外の予定
カレンダーを発行する団体のイベントなどの日時が記載されるものもある。
広告欄
販促品のカレンダーにおいては最下部などに企業名や商品名が入れられていることが多い。販促品を兼ねる市販品ではその部分が空欄となっており、メモ欄として使用することもある。
デザイン・意匠
写真やイラスト、アニメキャラクターなどが記載されるものがある。カレンダーとしての必須要件ではなくが、これが主たる商品の要素である場合がある。

## 種類

### 構成

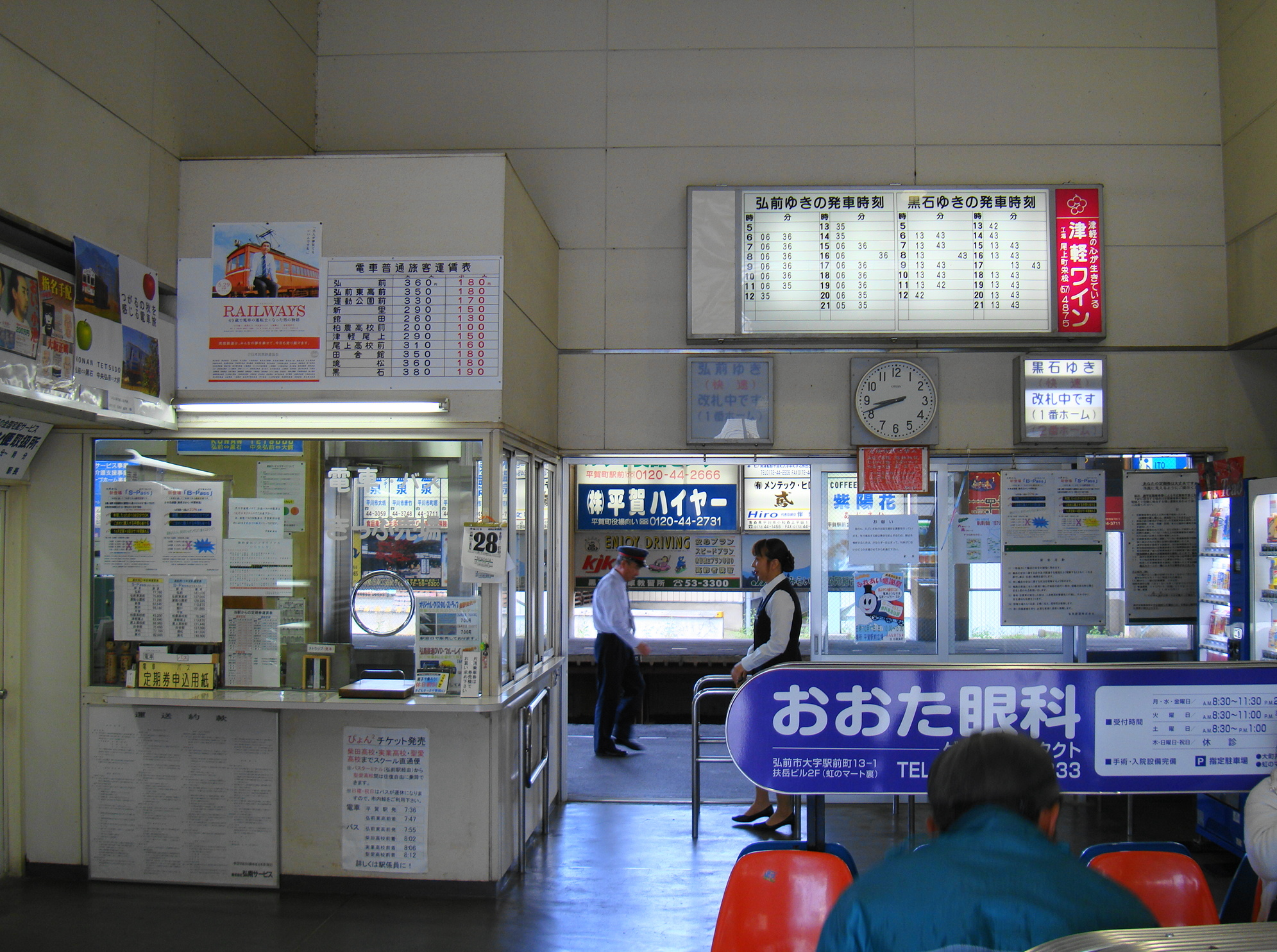
日めくり（平賀駅）

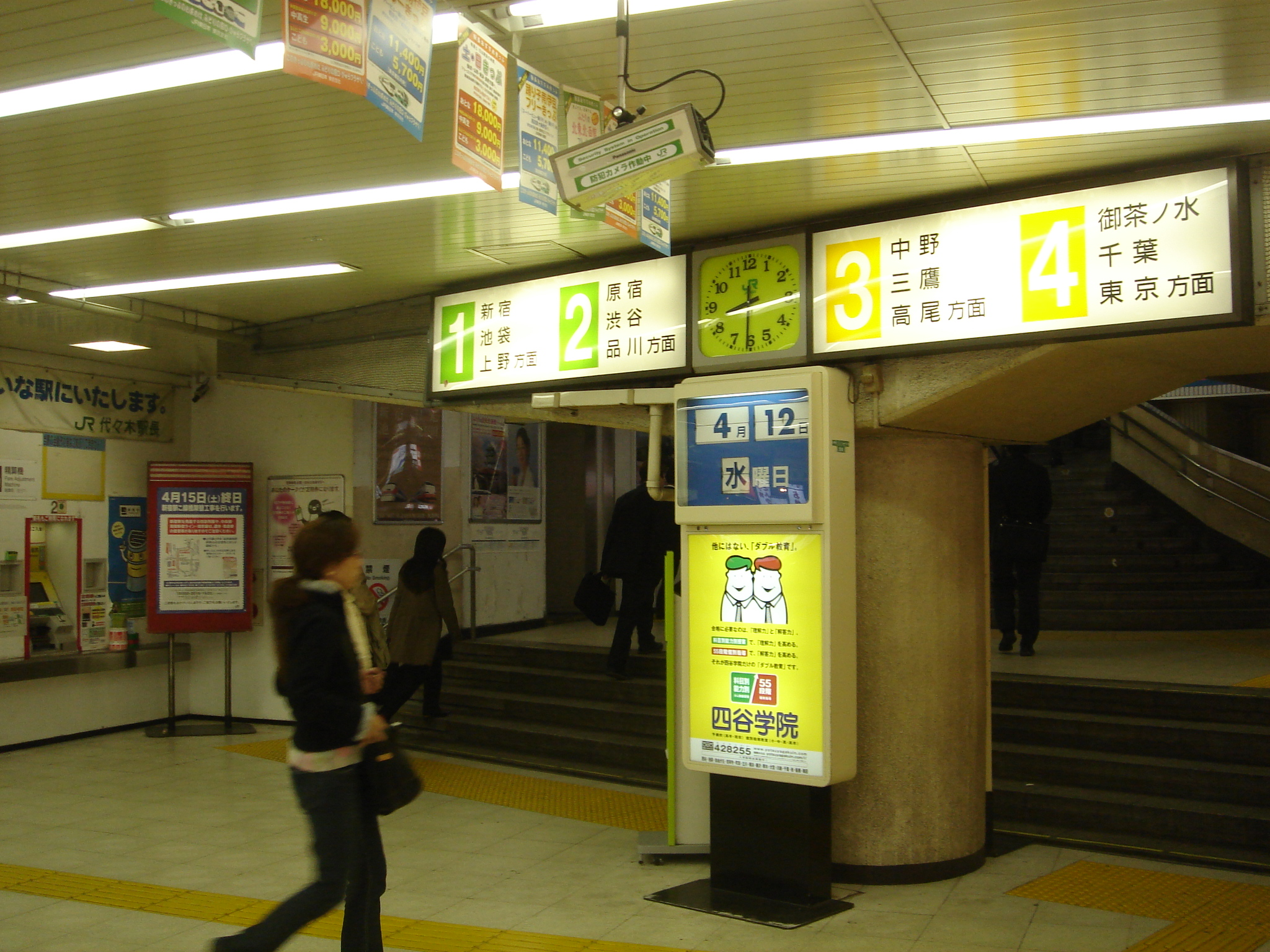
装置（代々木駅、2006年）

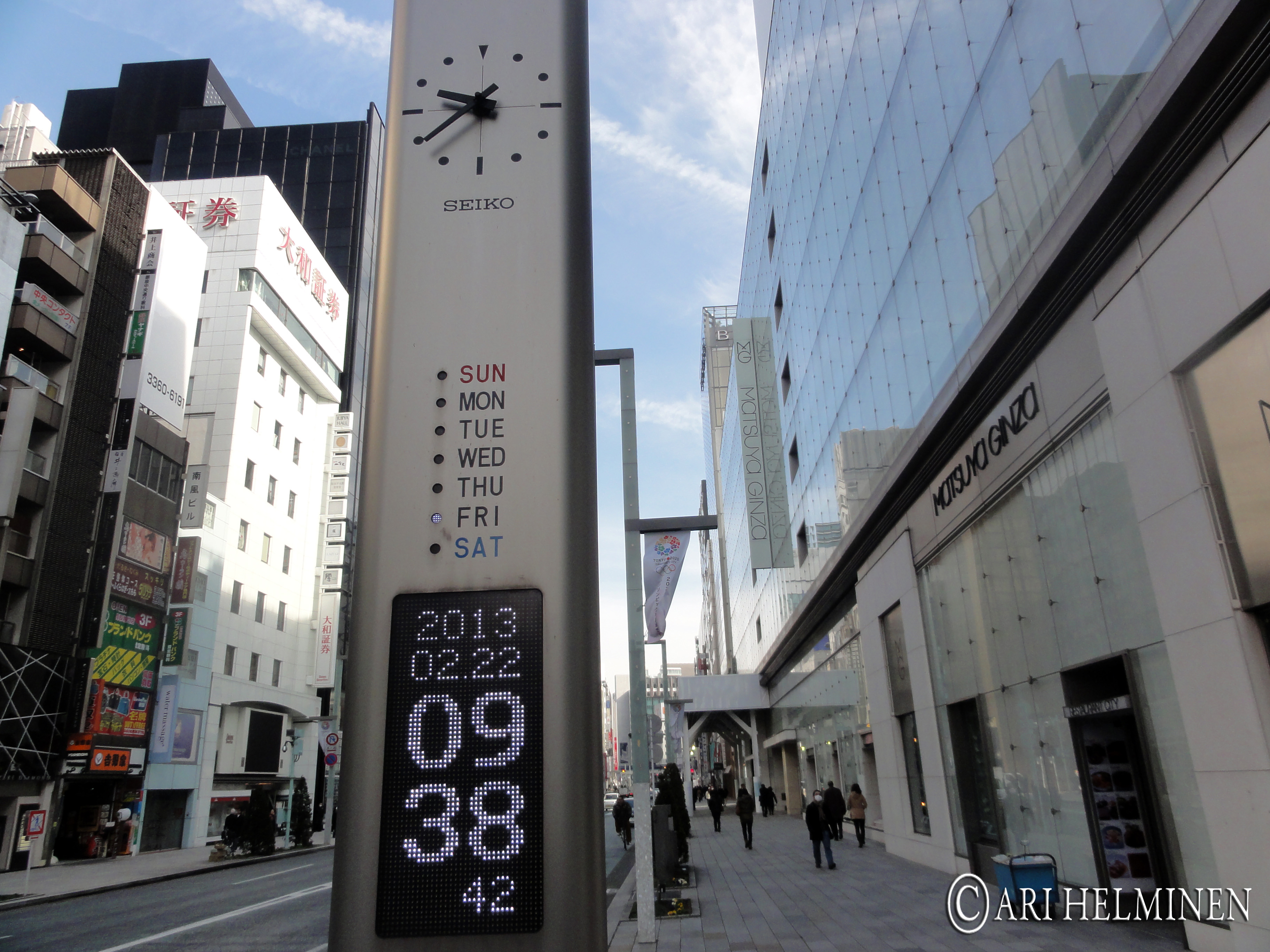
時計とカレンダー

#### 日表（日めくりカレンダー）
1日1頁で構成されており、年月日が書かれた分厚い冊子を1日ごとに1枚ずつめくっていく（切り取っていく）ことで、日付を確認するカレンダー。発売元などでは日表（にっぴょう）、あるいは日めくりという分類で販売されている。さらに大判のものは大日表ともいう。
日付を確認するため、日付の文字がもっとも大きく、日曜・祝日は赤色、土曜は青色に着色されているものが多い。日付や曜日のほか、旧暦の日付、さらには六曜、二十八宿、中段（十二直）などの暦注が書かれており、このほかに暦注の吉凶の説明や日替わりの格言、潮汐表などが書かれていることもある。近年は少なくなったが、根強い人気のために現在でも販売されている。

#### 月表（月めくりカレンダー）
月単位（多くは1か月か2か月）で構成されており、表示されていた月が替わるとともにめくっていく（切り取っていく）タイプのカレンダー。カレンダーの発売元などでは月表（げっぴょう）という分類で販売されている。
レイアウトとしては、紙の一面に各月ごとに、曜日と日付の1週間分を左から右へ横1列に並べて格子状に配置する形式が多い。日本では横1列の左端の曜日は日曜日とするものが多いが、月曜日とするものも市販されるようになった（曜日#週の始まりを参照）。日本以外の国では土曜始まりのものもある。
また縦横が逆転し、1週間を縦1列に並べ、週が変わると右に改行するものもある。このほか、改行せずに小さな文字で日付を横1列もしくは横2列に並べる形式や、日付とスケジュール欄のみを縦1列に並べる形式などもあるが、これらはポスターカレンダーや短冊カレンダーに多い。
日本のカレンダーは、普通、縦の列が左から日曜、月曜・・・土曜と7列ある。そして、横の行は一般には5行であり、1日が金曜または土曜から始まる場合に6行目が必要になることがあるが、その場合も新たに行を付け加えず、5行目のマスを分割したり斜線などを入れて2週分を詰め込むのが一般的である。特定の月だけ行を増やすと全体として整ったレイアウトをとることが難しくなるためであるが、最近発売されているカレンダーの中には月末の予定が書き込みにくくなるのを嫌って最初から6行分のスペースを用意してあったり、5行しか必要としない月は通常通りで、6行必要になる月は行の幅を2割ほど縮めて6行分を確保することもある（5週・6週併用型）。日本以外では、上に戻って1行目と同じ段に6行目の日付を記載するところもある。
日付の数字を枠内に上寄せあるいは左上詰めに配置することで、枠内に余白を設け、そこにスケジュールを書き込むことができるものも多い。

#### 年表
1年分（12か月）の暦を片面印刷で1枚にまとめたカレンダーや、半年分（6か月）を両面印刷で1枚にまとめたカレンダーなど。絵や写真を大きく表示し、ポスター状の形式を取ることが多い。めくる必要がないか、1年に1回裏返すだけである。カレンダーの発売元などでは年表（ねんぴょう）という分類で販売されている。銀行や保険会社など金融機関のカレンダーに多い。

### 形態
形態としては、壁に吊り下げたり貼ったりして用いる壁掛けカレンダーと卓上に置いて用いる卓上カレンダーがある。

#### 壁掛けカレンダー
壁面に取り付けて用いる。紙の一辺が綴じられているものと、中央で綴じられて上下見開きの形をとっているものとがある。サイズにはA判、B判、四六判を基準とするものが用いられることが多い。金具、ホットメルト、ツインリングで綴じられているものが多いが、1枚の紙で構成されるカレンダーなどもある。

#### 卓上カレンダー
卓上において用いられる。ツインリングで綴じられたカレンダー本体を専用の台にセットするか、カレンダー本体となる紙を専用ケースにセットして用いるものが多い。1日ごとに数字のパネルを差し込んで用いるパネルカレンダーや、1か月ごとに数字や曜日のブロックを積んで表示するブロックカレンダーもある。また、デスクマット用のものもある。

### 販売
カレンダーには雑貨として扱われるものや書籍として扱われるもの（出版会社が販売し、ISBNが与えられている。）が存在する。書籍として扱われるカレンダーは再販売価格維持（再版制度）が適用され、値引き販売はできないが売れ残った場合は書店が商品を出版取次に返品することができる。

### 電子機器のカレンダー機能
携帯電話、電子手帳、電波時計などの電子機器にはカレンダー機能を搭載しているものが多い。デジタル式の時計の中にはカレンダー表示をするものがあり、電子式の日めくりカレンダーや月めくりカレンダーも市販されている。一般に時計と兼用されている場合には、日または月の変わり目の瞬間にカレンダーの表示も自動更新されるため、当然「めくる」必要はない。旧暦や六曜を表示するものもある。